# Lapinskas
Lapinskas ist ein litauischer männlicher Familienname, abgeleitet von Lapė.

## Personen
- Daumantas Lapinskas (* 1975), Manager und Politiker, Wirtschaftsvizeminister
- Kęstutis Lapinskas (*  1937),  Verfassungsrechtler und  Verfassungsrichter, Politiker, Mitglied des Seimas
- Remigijus Lapinskas (* 1968), Politiker und Unternehmer, Leiter der litauischen grünen Partei und Präsident von World Bioenergy Association